# Benigen Snoj
Benigen Snoj, slovenski rimokatoliški duhovnik, pater in izseljeniški prosvetni delavec, * 17. september 1867, Zagorje ob Savi, † 10. maj 1942, Rome City, Indiana, ZDA.

## Življenje in delo
Benigen Snoj (pri krstu Franc) rojen v družini kovača Janeza Snoja. Mati mu je bila Terezija (rojena Dernovšek) Po ljudski šoli v rojstnem kraju in Zagorju ob Savi ga je oče poslal na realko v Ljubljano, sam pa se je dodatno učil še latinščino, in prestopil na gimnazijo, po 5. razredu pa leta 1886 brez vednosti staršev vstopil v frančiškanski red, obiskoval gimnazijo na Trsatu (1887) in jo končal v  Frančiškanskem samostanu Kostanjevica pri Novi Gorici (1888–89); bogoslovje je študiral pri frančiškanih v Kamniku (1889–93; in bil že 1890 posvečen. V Kamniku je ostal še dve leti katehet, v letih 1895–1901 je bil katehet in kurat bolnišnice v Novem mestu, kjer je pridno študiral homeopatijo. Leta 1901 je prevzel pastirstvo med izseljenci v Egiptu: do 1909 v Aleksandriji, naslednja tri leta v Kairu; 1913 se je preselil v Jeruzalem in se 1915 vrnil v domovino, kjer so ga izbrali za prvega provincialnega komisarja slovenskih frančiškanov v ZDA. To službo je opravljal prvič do 1922, drugič 1927–30. Naselil se je 1915 v Brooklynu, a že 1916 v New Yorku ter tam dal postaviti cerkev in ustanovil župnijo sv. Cirila in Metoda. Ko je dobil red v osrednjo postojanko v Lemontu pri Chicagu (1924), se je tja preselil tudi Snoj (1928) in organiziral noviciat ter študij filozofije; prva in zadnja leta je tu tudi sam poučeval. V letih 1930–38 je največ časa bival v Johnstownu in tu zgradil novo cerkev s samostanom (1933). Pogosto je pomagal tudi drugod, zlasti v Detroitu, Jolietu, Waukeganu in Chicagu ter kot vizitator obiskoval še druge izseljenske kraje. Povsod je dajal pobude za zboljšanje razmer in za ohranitev slovenstva. Spreten nastop in znanje jezikov sta mu omogočila vidne uspehe. V tisku je objavljal Letna poročila, pomagal pri upravi in urejanju lista Ave Maria (AM) ter vanj tudi sam mnogo pisal (1916). Dokumentarno vrednost imajo Snojeva vsestranska poročila (AM 1926–30; 1938–41); zanimiv pa je njegova avtobiografija (AM, 1941). V Egiptu je bil odbornik društva Slovenska Palma ob Nilu in v Koledarju Mohorjeve družbe (1906) poročal o življenju tamkajšnih Slovencev.